# South Jason
South Jason är en ö i territoriet Falklandsöarna (Storbritannien). Den ligger i den nordvästra delen av landet, 220 km väster om huvudstaden Stanley. Arean är 3,8 kvadratkilometer.
Terrängen på South Jason är lite kuperad. Öns högsta punkt är 256 meter över havet. Den sträcker sig 2,5 kilometer i nord-sydlig riktning, och 7,1 kilometer i öst-västlig riktning.